# Atherigona tetrastigma
Atherigona tetrastigma este o specie de muște din genul Atherigona, familia Muscidae, descrisă de Paterson în anul 1956.
Este endemică în Tanzania. Conform Catalogue of Life specia Atherigona tetrastigma nu are subspecii cunoscute.